# Tahtib
El tahtib, tahtiyb o dansa masculina del bastó a Egipte és una dansa tradicional originada a Núbia, d'origen guerrer i que actualment és ballada en principi per homes (avui dia totes les danses orientals són, en algun lloc o altre, ballades per homes i per dones a diferents espectacles) a l'Orient Mitjà, portant un bastó de canya de bambú. Pot ser ballada a cavall, amb bastons més llargs. Està molt relacionada amb el ball de bastó (femení) egipci.
El tahtib és una dansa basada en l'art marcial del mateix nom, i que inclou veritables moviments de combat amb un bastó d'un metre de llargària (tres i mig si és a cavall) al ritme de la música sàidi, tradicional del sud d'Egipte. Es balla principalment en parelles, simulant combats dos a dos, però també és possible en l'actualitat veure espectacles als quals un sol home la balla.
Els ballarins vesteixen pantalons blancs i galabiyes (una galabiya és una mena de caftà llarg o gel·laba tradicional d'Egipte, amb màniga llarga i recta i coll rodó), de vegades dues, una sobre l'altra i de colors ben oposats, una peça de roba nuada al cap com un turbant però amb els extrems que cauen fins a gairebé la cintura, i sandàlies o botins. Ballen amb bigoti, que inspira masculinitat, i alcofoll als ulls, que els protegeix del sol fort del camp i del desert.